# Heideachtig struweel van Madagaskar
Het heideachtig struweel van Madagaskar (Engels: ericoid thickets) is een ecoregio in het afrotropisch gebied die bestaat uit een aantal kleine gebieden weiland en vegetaties met struikgewas die zich bevinden op de bovenste hellingen van vier bergmassieven in het hooggebergte van Madagaskar. Deze gebieden worden pas sinds kort door biologen onderzocht, waardoor er nog niet zoveel over deze ecoregio bekend is.

## Beschrijving
De ecoregio beslaat gebieden boven de 1.800 meter hoogte op de volgende bergmassieven: Tsaratanana (2.876 meter), Marojejy (2.133 meter), Ankaratra (2.643 meter) en Andringitramassief (2.658 meter). Het heideachtig struikgewas is omgeven, op lagere hoogte, door de subtropische bossen van Madagaskar. De ecoregio heeft een oppervlakte van zo'n 1.300 km2. Men kan dit struikgewas ook vinden in het Anjanaharibe-Sudreservaat en het Nationaal park Andohahela.

## Flora
De natuurlijke vegetatie van deze ecoregio is de laatste eeuw verarmd. Desondanks herbergt ze nog steeds heel wat endemische plantensoorten. Vaak zijn de meest verwante soorten te vinden in Zuid- en Oost-Afrika. In het Andringitramassief leven ongeveer 150 endemische plantensoorten, waarvan 25 behoren tot de orchideeënfamilie.

## Fauna
De ecoregio is nog niet veel bestudeerd en daarom is slechts weinig over de fauna bekend. Er bevinden zich in deze gebieden een aantal endemische diersoorten, waaronder knaagdieren (Monticolomys koopmani en Voalavo gymnocaudus), vogels (de Crossleys grondscharrelaar (Atelornis crossleyi) en de kortsnavelhoningasitie (Neodrepanis hypoxantha)), reptielen (Lygodactylus arnoulti, Calumma peyrierasi en Calumma capuroni) en kikkers (Boophis williamsi).

## Behoud
Het hoogland is kwetsbaar voor brand en voor andere ecologische problemen, ook al zijn de bergen Tsaratanana, Andringitramassief en Marojejy beschermde gebieden.